# Okey 20 HP Model L-7
Der Okey 20 HP Model L-7 war ein Modell des US-amerikanischen Personenwagenherstellers Okey Motor Car Company in Columbus, Franklin County, Ohio.

## Modellgeschichte
Die Only Motor Car Company wurde, je nach Quelle, 1905 oder im Januar 1907 gegründet. Ihr Problem war von Anfang an eine Unterkapitalisierung.
Gründer Perry Okey hatte 1896, mit erst 16 Jahren, sein erstes Automobil hergestellt und bis 1901 experimentiert.
Danach folgte eine limitierte Produktion auf handwerklicher Basis. Das Modell mit wassergekühltem Einzylinder-Viertaktmotor hatte ein Planetengetriebe und Kettenantrieb. Er leistete 14 bhp (10 kW) bei 1000 Umdrehungen pro Minute und war erreichte eine Höchstgeschwindigkeit von 35 mph (50 km/h). Belegt ist ein Nachfolger mit Zweizylinder-Zweitaktmotor, doch scheint es weitere, nicht dokumentierte Modelle gegeben zu haben.

## Technik
Der L-7 ist das einzige Modell des Herstellers, zu dem die Eckdaten vorliegen. Bekannt ist, dass das Fahrzeug ein Rechtslenker war und – wahrscheinlich in der einzigen angebotenen Karosserievariante als Runabout – 1301 lbs (590 kg) wog. Die Abbildung lässt vermuten, dass das Fahrzeug zeittypische Karbid- oder Öllampen hatte.

### Motor

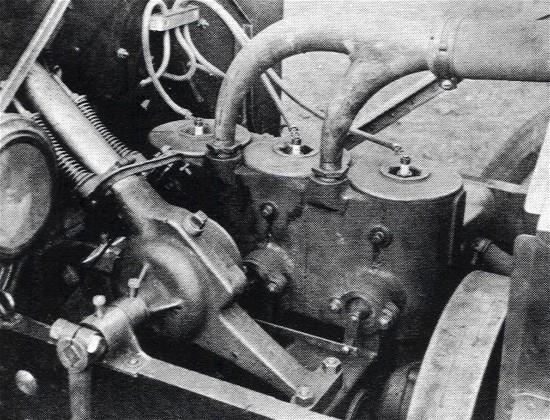
Dreizylinder-Zweitaktmotor des 20 HP Model L-7.

Perry Okey konstruierte seine Motoren selbst. Im L-7 war, wie im Vorgänger 14 HP, ein wassergekühlter Dreizylinder-Zweitaktmotor eingebaut. Der Hubraum beträgt, je nach Quelle, 140,3 oder 140,4 c.i. (2298 resp. 2301 cm³), wobei letztere Angabe präziser erscheint, da sie offenbar nicht auf gerundeten Werten für Bohrung (104,8 mm) und Hub (88,9 mm) beruht. Zur Bauart der Spülung und Zündanlage fehlen Angaben. Okey produzierte auch die Vergaser selbst. Er hielt ein Patent auf einen Vergaser mit ringförmigem Schwimmer, Nadelventilen und einem automatischen Ventil zwischen Vergaser und Motor zur zusätzlichen Luftzufuhr. Die Wirkungsweise ist von einem größeren Motor mit von 226,2 c.i. (3707 cm³) Hubraum bekannt. Dass dieser Vergaser oder eine Variante davon auch im L-7 verwendet wurde, ist aber nicht belegt.
Die Motorleistung wird mit 22 bhp (16,4 kW) bei 1300/min angegeben; das A.L.A.M.-Rating beträgt 20,4 HP. Dies ist ein errechneter, nicht gemessener Wert, der auch zur Berechnung der Steuerformel herangezogen wurde, so in Großbritannien. Die A.L.A.M. (Association of Licensed Automobile Manufacturers) war der Verband der nach dem Selden-Patent lizenzierten Motorfahrzeughersteller. 1903 hatte er erstmals in den USA Normen für Motorfahrzeuge herausgegeben.

### Kraftübertragung
Die Kraft wurde über ein Planetengetriebe und eine Antriebswelle auf die Hinterachse übertragen.

### Fahrgestell und Aufhängung
Zum Fahrgestell sind kaum Angaben verfügbar, und die wenigen verfügbaren sind widersprüchlich. Fest steht, dass Okey-Fahrzeuge Rechtslenker waren.
Der Radstand wird unterschiedlich mit 90 Zoll (2286 mm) resp. 92 Zoll (2337 mm) angegeben. Die Spurweite betrug 56 Zoll (1422 mm) an beiden Achsen.
Abbildungen des L-7 zeigen, dass rundum Halbelliptik-Blattfedern verwendet wurden. Deutlich sichtbar sind auch hölzerne Artillerieräder mit 12 Speichen sowie Bremstrommeln an der Hinterachse. Damals waren zwei Bremsen üblich, die unabhängig voneinander wirkten. Betätigt wurden sie meist mit je einem Bremspedal und -hebel; weil es dazu noch keine Norm gab, finden sich unterschiedliche Lösungen. Oft wirkte das Bremspedal auf die Innenbackenbremsen an der Hinterachse; die Handbremse wirkte dann auf eine Außenbackenbremse, die entweder an der Achse, am Getriebe oder am Differential angebracht war. Bremsen an den Vorderrädern setzten sich erst nach dem Ersten Weltkrieg durch.
Als Dimension der Räder werden 34 × 3 resp. 34 × 3½ genannt. Es ist allerdings möglich und war durchaus üblich, dass Radstand und Radgröße während der Produktionszeit eines Modells geändert wurden.

### Karosserie
Die einzige bekannte Karosserieversion ist ein zweisitziges Runabout mit einem fassförmigen Benzintank hinter den Sitzen. Solche Fahrzeuge werden, insbesondere mit minimalistischer Karosserie, als Speedster bezeichnet.

## Marktposition
Die Okey Motor Car Company war ein typischer regionaler Fahrzeughersteller. Handwerksbetriebe wie dieser verschwanden mit dem Aufkommen der nationalen Vertriebsnetze der großen Hersteller und der Massenproduktion, die schon vor dem Ford Modell T eingesetzt hatte, etwa bei Oldsmobile oder Rambler. Mit einem Preis von US$ 1400,– gehörte der L-7 in die damalige Mittelklasse. Ein – allerdings recht kruder – Highwheeler kostete ab etwa US$ 350,–, der konstruktiv an den früheren Oakey erinnernde Oldsmobile Curved Dash US$ 650,–.